# Huldreich Seifert
Huldreich Seifert, auch Huldrych Seifert (* 27. Januar 1801 in Oberschan; † 1. November 1882 in St. Gallen, Bürger von Wartau) war ein Schweizer Theologe und Politiker. Er war Mitglied und Präsident des Grossen Rates des Kantons St. Gallen (1839–1870).

## Leben
Seifert studierte Evangelische Theologie in Tübingen, wo er 1817 Mitglied der Burschenschaft Arminia wurde. 1824 wurde er Pfarrer in Fläsch, Ennetbühl und bis 1874 in Ebnat. 1834 bis 1870 war er Kapitel-Dekan. 1839 bis 1870 gehörte er dem Grossen Rat des Kantons St. Gallen an, dessen Präsident er mehrmals war. 1839 bis 1848 war er Kantons- und Erziehungsrat und bis 1849 Präsident der evangelischen Synode des Kantons St. Gallen.
Sein Sohn Huldrich Arnold Seifert war Jurist und Ständerat des Kantons St. Gallen. Sein Sohn Hermann Seifert war Pfarrer, Journalist und Regierungsrat des Kantons St. Gallen.

## Veröffentlichungen (Auswahl)
- Die Verarmung, ihre Ursachen und Heilmittel. St. Gallen & Bern 1855.
- Einige Worte über unser Militärwesen. Zur Abwehr gegen böswillige Angriffe. St. Gallen 1859.
- Geschichte der evangelischen Kirche und Gemeinde Ebnat. Herisau 1863.
- Dr. Markus Vetsch von Grabs und seine Zeit. Ein historischer Versuch. St. Gallen 1868.